# Маноріалізм
Маноріалізм, також відомий як сеньйоріалізм, система маєтків або маноральна система,   був методом володіння землею (або «землекористування») у деяких частинах Європи, зокрема у Франції, пізніше в Англії, в період Середньовіччя .  Його визначальними рисами були великий, іноді укріплений панський будинок, у якому мешкав господар маєтку та його люди, що керували сільським маєтком, а також населення робітників або кріпаків, які обробляли навколишні землі, щоб утримувати себе та пана.  Спочатку ці робітники виконували свої зобов'язання робочим часом або натуральною продукцією, а пізніше, у міру зростання комерційної діяльності, — грошовою оплатою. Маноріалізм був частиною феодальної системи . 
Маноріалізм виник у системі римських вілл Пізньої Римської імперії  і широко практикувався в середньовічній Західній Європі та частинах Центральної Європи. Маноріалізм був важливим елементом феодального суспільства   який поступово замінювався появою ринкової економіки, яка базується на грошах, та новими формами аграрного договору.
Маноризм зникав повільно і по частинах, разом з його найяскравішою рисою в ландшафті - системою відкритого поля. Він пережив кріпацтво в тому сенсі, що продовжував існувати з вільнонайманими робітниками. Як економічна система, за словами Ендрю Джонса, вона пережила феодалізм, тому що «могла утримувати воїна, але з таким же успіхом могла утримувати і капіталістичного землевласника. Вона могла бути самодостатньою, давати продукцію на ринок, а могла давати грошову ренту". Останні феодальні податки у Франції були скасовані під час Великої французької революції. У деяких частинах східної Німеччини юнкерські маєтки Ріттергут збереглися до Другої світової війни. 

## Історичне та географічне поширення

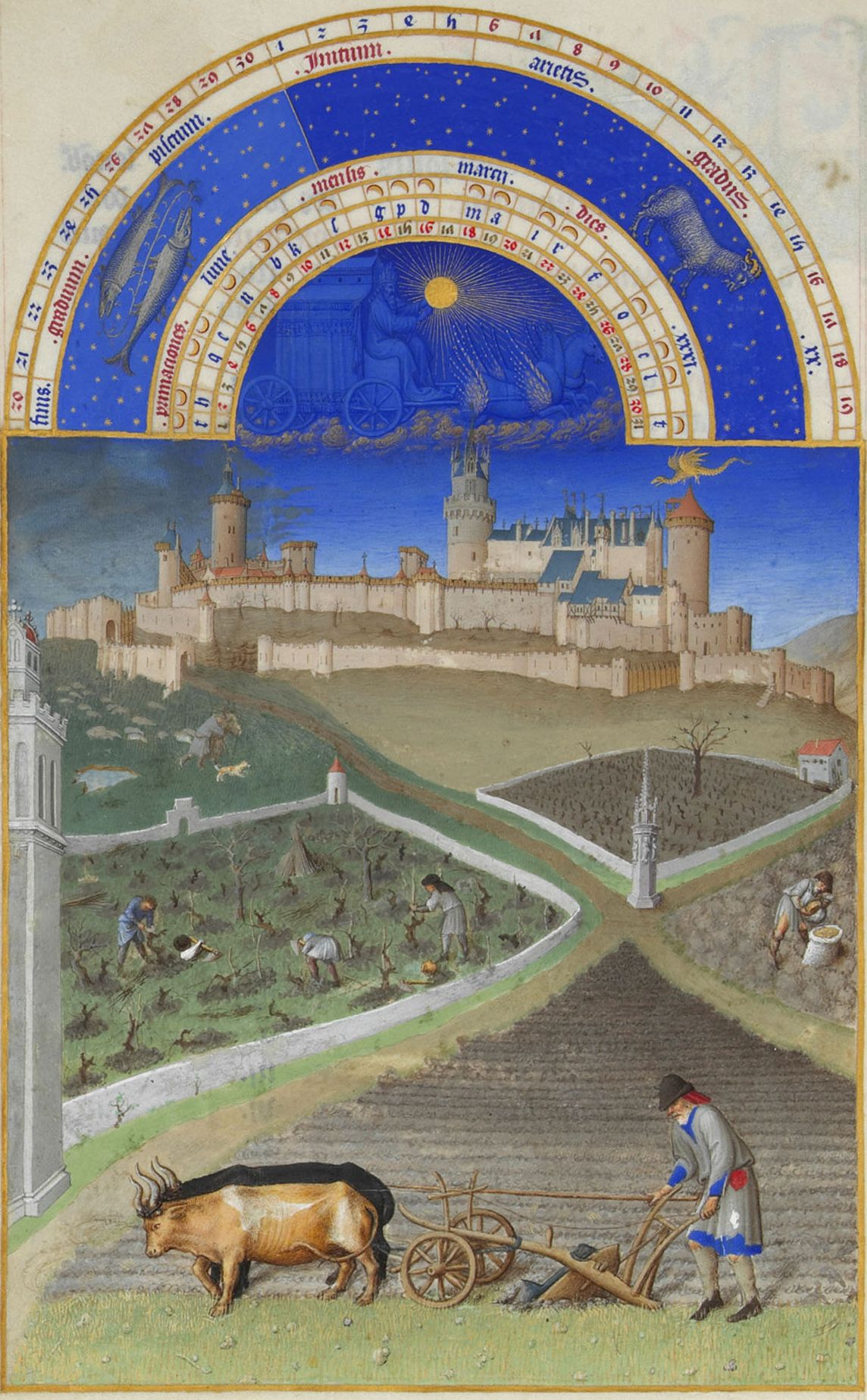
Оранка садиби французького герцога в березні з рукопису Les Très Riches Heures du Duc de Berry, c.1410

Найчастіше цей термін вживається стосовно середньовічної Західної Європи. Попередники системи можна простежити в сільській економіці пізньої Римської імперії (домінату). Праця була ключовим фактором виробництва. Адміністрації, що змінювали одна одну, намагалися стабілізувати імперську економіку, заморозивши соціальну структуру: сини мали продовжувати ремесло батька, радникам було заборонено йти у відставку, а колони, обробники землі, не мали права залишати землю, до якої вони були прикріплені. Працівники землі були на шляху до перетворення на кріпаків.
Декілька факторів змовилися об'єднати статус колишніх рабів і колишніх вільних фермерів у залежний клас таких колонів: їх можна було описати як servus et colonus, «і раб, і колонат». Закони Костянтина I близько 325 року не лише посилили напівпідневільний статус колонів, але й обмежили їхні права позиватися в судах; Codex Theodosianus, оприлюднений за Феодосія II, розширив ці обмеження. Правовий статус adcripti, «прив'язаних до землі», контрастував з варварськими федератами, яким було дозволено оселятися в межах імперських кордонів, залишаючись при цьому підпорядкованими власному традиційному праву.
Коли германські королівства змінили римську владу на заході у V столітті, римських землевласників часто просто замінювали германськими, без особливих змін в основній ситуації чи переміщення населення.
Процес сільської самодостатності отримав різкий поштовх у восьмому столітті, коли нормальна торгівля в Середземному морі була порушена.

## Походження терміну

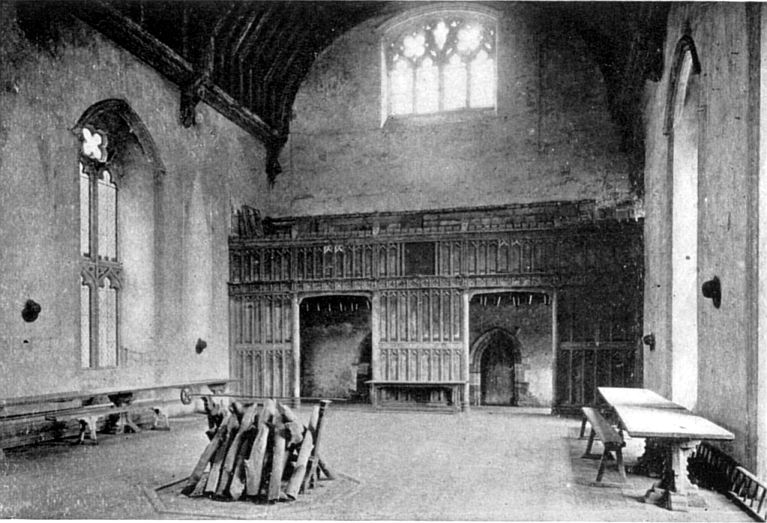
Велика зала на Пенсхерст-Плейс, Кент, збудована в середині 14 століття. Зала панського будинку була місцем, де лорд та його родина їли, приймали гостей та радилися з утриманцями.

Слово походить від традиційного успадкованого поділу сільської місцевості, перепризначеного як місцеві юрисдикції, відомі як маєтки або сеньйорії; кожен маєток підпорядковувався сеньйору (фр. seigneur), який зазвичай обіймав свою посаду в обмін на зобов'язання, запропоновані вищому сеньйору. Сеньйор мав маноріальний суд, який керувався публічним правом і місцевими звичаями. Не всі територіальні сеньйори були світськими особами; єпископи та абати також володіли землями, що тягнуло за собою подібні зобов'язання.
Крім того, слово «маєток» іноді використовується в Англії як сленговий термін для позначення будь-якої місцевості або території, на якій здійснюється влада, часто в поліцейському або кримінальному контексті.
На загальному плані середньовічного маєтку з «Історичного атласу Шепарда»  одразу видно смуги індивідуально оброблюваної землі в системі відкритого поля. На цьому плані садиба розташована трохи осторонь від села, але так само часто село розросталося навколо подвір'я садиби, раніше обнесеного стіною, в той час як садибні землі простягалися зовні, як це все ще можна побачити у Петворт-хаусі. У 18 столітті, коли занепокоєння щодо приватності зросло, садиби часто розташовувалися на більшій відстані від села. Наприклад, коли новий власник маєтку Гарлакстон, Лінкольншир, у 1830-х роках потребував нового великого будинку, місце існуючого маєтку на краю села було залишено для нового, ізольованого в його парку, з якого село не було видно.
В аграрному суспільстві умови землеволодіння лежать в основі всіх соціальних чи економічних факторів. Існувало дві правові системи допанського землеволодіння. Однією з них, найбільш поширеною, була система володіння землею «алодіально» у повній прямій власності. Іншою була система прекаріату або бенефіцію, за якої земля перебувала в умовному володінні (корінь англійського слова «precarious» - «нестабільний»).
До цих двох систем монархи Каролінгів додали третю, апризіо, яка пов'язувала маноріалізм з феодалізмом. Апризіо вперше з'явилося в провінції Карла Великого Септиманія на півдні Франції, коли Карл Великий мав розселити вестготських біженців, які втекли з його відступаючими військами після поразки його Сарагоської експедиції 778 року. Він вирішив цю проблему, виділивши «пустельні» ділянки необробленої землі, що належали до королівського фіску під безпосереднім контролем імператора. Ці володіння априсіо передбачали особливі умови. Найдавніший конкретний грант aprisio, який вдалося ідентифікувати, був наданий у Фонжонкузі, поблизу Нарбонни. У колишніх римських поселеннях система вілл, що походить з пізньої античності, була успадкована середньовічним світом.

### Сеньйор
Володар сеньйорії носить титул «сеньйор». Ним може бути фізична особа, в переважній більшості випадків дворянин або буржуа, але також судова особа, найчастіше церковна установа, така як абатство, собор, канонічна капітула або військовий орден. Влада сеньйора здійснювалася через різних посередників, найважливішим з яких був судовий пристав. Суверен також може бути сеньйором; сеньйорії, якими він володіє, утворюють королівський домен.
Титул лорда також надається, особливо в наш час, особам, які володіють дворянськими феодами, які не є сеньйорами. Таких «лордів» іноді називають сеньйорами, що в середньовіччі було рівнозначним терміном.

### Земельна власність
Сеньйор є прямим або основним власником земельних активів свого сеньйоріального володіння. Поняття абсолютної власності на спільне благо не може бути застосоване, тому що крім головного користувача є й інші, які мають права на ці блага. Ми розрізняємо в земельному сеньйоріальному володінні два набори: резерви, тобто набір благ, які сеньйор залишає за собою для безпосередньої експлуатації, та орендарі, тобто майно, експлуатація якого доручається орендареві за виплату роялті, найчастіше званого цензом, та послуги, такі як корве. Розподіл між резервом і землекористуванням варіюється залежно від періоду та регіону.

## Спільні риси
Кожен маєток складався з трьох класів земель:
Демесни - частина, що перебувала під безпосереднім контролем пана і використовувалася на користь його домогосподарства та залежних осіб;
Залежні (кріпосні або холопські) володіння, на яких селянське господарство було зобов'язане надавати пану певні трудові послуги або частину своєї продукції (або грошову винагороду замість неї) відповідно до звичаїв, притаманних даному господарству; і
Вільна селянська земля, без такого зобов'язання, але підпорядкована панській юрисдикції та звичаям, за яку сплачувалася грошова рента, зафіксована під час оренди.
Додатковими джерелами доходу для пана була плата за користування його млином, пекарнею чи винокурнею, за право полювання чи відгодівлі свиней у його лісі, а також судові надходження та одноразові платежі при кожній зміні орендаря. З іншого боку, управління маєтком вимагало значних витрат, що, можливо, було причиною того, що менші маєтки, як правило, менше покладалися на кріпацтво
Залежні володіння утримувалися номінально за домовленістю між сеньйором і орендарем, але на практиці майже повсюдно землеволодіння стало спадковим, з виплатою платежу сеньйору з кожним наступним членом сім'ї. Кріпацьку землю не можна було покинути, принаймні до тих пір, поки демографічні та економічні обставини не робили втечу життєздатною пропозицією; її також не можна було передати третій особі без дозволу пана і звичайної плати за неї.
Хоча холопи і не були вільними, вони не перебували в такому ж становищі, як раби: вони користувалися юридичними правами з урахуванням місцевих звичаїв і могли звертатися до суду за умови сплати судового збору, що було додатковим джерелом доходу маєтку. Суборенда панських володінь була поширеним явищем, а праця на панщині могла бути замінена на додаткову грошову винагороду, як це все частіше траплялося з XIII століття.
Землі, які не здавалися орендарям і не входили до складу фільварку, називалися «панським пустирем»; як правило, сюди входили живоплоти, узлісся тощо. Спільна земля, на яку мали право проходу всі члени громади, називалася «панським пустирем». Частина панської землі, яка не оброблялася, називалася «панським пустирем» і слугувала для громадських доріг та спільного пасовища для пана та його орендарівУ багатьох поселеннях ранньомодерного періоду на панських пустирях незаконно будувалися самозахоплені землі, які потім відстоювали своє право залишитися на них, заручившись підтримкою місцевої влади. Прикладом поселення на панських відходах, де головні центри виросли таким чином, є село Бредфілд у Саффолку. Панські відходи продовжують залишатися джерелом проблем, пов'язаних з правами та обов'язками, у таких місцях, як Хенлі-ін-Арден, графство Ворикшир.
Досліджуючи походження монастирської обителі, Волтер Хорн виявив, що «як маноріальне утворення каролінгський монастир ... мало чим відрізнявся від структури феодального маєтку, за винятком того, що корпоративна спільнота людей, заради утримання якої підтримувалася ця організація, складалася з монахів, які служили Богу в співі і проводили більшу частину свого часу за читанням і письмом».

### Мешканці маєтку
Власник маєтку (який міг бути відсутнім)
Кріпаки
Вілліни
Коттер
Боржники
Фрігольдери
Копігольдери

### Орендарі
Орендарі володіли землею в маєтку за однією з кількох юридичних угод: фрігольд, копігольд, звичаєве фрігольд та оренда.

## Різноманітність маєтків
Подібно до феодалізму, який разом з маноріалізмом формував правові та організаційні рамки феодального суспільства, маноріальні структури не були однорідними чи скоординованими. У пізньому середньовіччі збереглися райони неповної або відсутньої маноріалізації, тоді як маноріальне господарство зазнало значного розвитку зі зміною економічних умов.
Не всі маєтки містили всі три класи земель. Як правило, на фільварки припадала приблизно третина орної землі, а на селянські володіння - дещо більше; але деякі маєтки складалися виключно з фільварків, а інші - виключно з селянських володінь. Співвідношення невільних і вільних землеволодінь також могло сильно відрізнятися, з більшою чи меншою залежністю від найманої праці на сільськогосподарських роботах у фільварку.
Частка оброблюваної землі в фільварку, як правило, була більшою в менших маєтках, тоді як частка панської землі була більшою у великих маєтках, що забезпечувало пана останнього більшою кількістю обов'язкової робочої сили для роботи на фільварку. Частка вільних володінь загалом була менш мінливою, але мала тенденцію бути дещо більшою в менших маєтках.
Маєтки також відрізнялися за своїм географічним розташуванням: більшість з них не збігалися з одним селом, а складалися з частин двох або більше сіл, причому більшість останніх містили також частини принаймні одного іншого маєтку. Така ситуація іноді призводила до заміни грошовими виплатами або їхніми натуральними еквівалентами панщинних трудових повинностей селян, які жили найдалі від панського маєтку.
Як і у випадку з селянськими наділами, фільварок не був єдиною територіальною одиницею, а складався радше з центрального будинку з прилеглими землями та господарськими будівлями, а також смуг, розкиданих по території маєтку, як вільних, так і кріпаків: крім того, пан міг здавати в оренду вільні ділянки сусідніх фільварків, а також тримати інші фільварки на певній відстані від нього, щоб забезпечити більший асортимент продукції.
Маєтки не обов'язково належали світським лордам, які виконували військову службу (або, знову ж таки, за грошову винагороду) своєму сюзерену: значна частка (за оцінками, 17% в Англії у 1086 році) належала безпосередньо королю, а ще більша частка (трохи більше чверті) - єпископствам і монастирям. Церковні маєтки, як правило, були більшими, зі значно більшою площею кріпаків, ніж сусідні мирянські маєтки.
Вплив обставин на економіку маєтку є складним і часом суперечливим: гірські умови, як правило, зберігали селянські свободи (зокрема, тваринництво було менш трудомістким, а отже, менш вимогливим до послуг кріпаків); з іншого боку, деякі гірські райони Європи демонстрували одні з найбільш гнітючих умов у маєтках, тоді як низинна східна Англія вважається надзвичайно великим вільним селянством, що частково є спадщиною скандинавського заселення.
Так само поширення грошової економіки стимулювало заміну трудових послуг грошовими платежами, але зростання грошової маси і, як наслідок, інфляція після 1170 року спочатку змусили дворян повернути орендовані маєтки і знову запровадити трудові повинності, оскільки вартість фіксованих грошових платежів зменшилася в реальному вираженні.

## Скасування
Останні феодальні повинності у Франції були скасовані під час Великої французької революції. Останній патронат було скасовано в Нью-Йорку в 1840-х роках в результаті Антиорендної війни. У деяких частинах східної Німеччини маєтки Ріттергут Юнкерса залишалися до Другої світової війни. У Квебеку останні феодальні ренти були виплачені в 1970 році відповідно до змінених положень Закону про скасування сеньйоріальних зборів від 1935 року.